# Semicolon
Semicolon (zapis stylizowany ; [Semicolon]) – specjalny minialbum południowokoreańskiej grupy Seventeen, wydany 19 października 2020 roku przez Pledis Entertainment. Płytę promował singel „Home;Run”.
Minialbum sprzedał się w nakładzie 1 165 261 egzemplarzy w Korei Południowej (stan na wrzesień 2021). Zdobył certyfikat Million w kategorii albumów.

## Lista utworów
| CD | CD                                               | CD                                       | CD                                                                              | CD                                                | CD      |
| Nr | Tytuł utworu                                     | Tekst                                    | Kompozycja                                                                      | Aranżacja                                         | Długość |
| -- | ------------------------------------------------ | ---------------------------------------- | ------------------------------------------------------------------------------- | ------------------------------------------------- | ------- |
| 1. | „Home;Run”                                       | Woozi, Bumzu, Vernon, Seungkwan          | Woozi, Bumzu, Nmore (Prismfilter)                                               | Bumzu, Nmore (Prismfilter)                        | 3:04    |
| 2. | „Do Re Mi” (wyk. Seungkwan, Vernon, Dino)        | Seungkwan, Vernon, Dino, Woozi, Bumzu    | Woozi, Bumzu, Vernon, Poptime                                                   | Bumzu. Poptime. Seungkwan                         | 3:17    |
| 3. | „Hey Buddy” (wyk. DK, Mingyu, The8)              | The8, Mingyu, DK, Woozi, Bumzu           | Woozi, Bumzu, The8, Mingyu, Dogyeom, Anchor (Prismfilter), Ohway! (Prismfilter) | Bumzu, Anchor (Prismfilter), Ohway! (Prismfilter) | 3:18    |
| 4. | „Light a Flame” (wyk. Jun, Hoshi, Wonwoo, Woozi) | Hoshi, Wonwoo, Woozi, Bumzu              | Woozi, Bumzu                                                                    | Woozi, Bumzu                                      | 3:09    |
| 5. | „Ah! Love” (wyk. S.Coups, JeongHan, Joshua)      | S.Coups, Jeong Han, Joshua, Woozi, Bumzu | Woozi, Bumzu, Park Ki-tae (Prismfilter)                                         | Bumzu, Park Ki-tae (Prismfilter)                  | 3:17    |
| 6. | „All My Love”                                    | Woozi, Bumzu, SeungKwan, Vernon          | Woozi, Bumzu, Park Ki-tae (Prismfilter)                                         | Bumzu, Park Ki-tae (Prismfilter)                  | 3:21    |

## Notowania
| Lista                     | Pozycja |
| ------------------------- | ------- |
| Gaon Weekly Album Chart   | 1       |
| Oricon Weekly Album Chart | 2       |
| Five Music (Tajwan)       | 1       |

## Nagrody w programach muzycznych
| Program                   | Data                 | Źródło |
| ------------------------- | -------------------- | ------ |
| Show Champion (MBC Music) | 28 października 2020 | [ 7 ]  |
| M Countdown (Mnet)        | 29 października 2020 | [ 8 ]  |
| Music Bank (KBS2)         | 30 października 2020 | [ 9 ]  |
| Inkigayo (SBS)            | 1 listopada 2020     | [ 10 ] |